# 訃報 2004年8月
訃報 2004年8月（ふほう 2004ねん8がつ）では、2004年（平成16年）8月中に物故した、又は物故が報じられた人物についてまとめる。

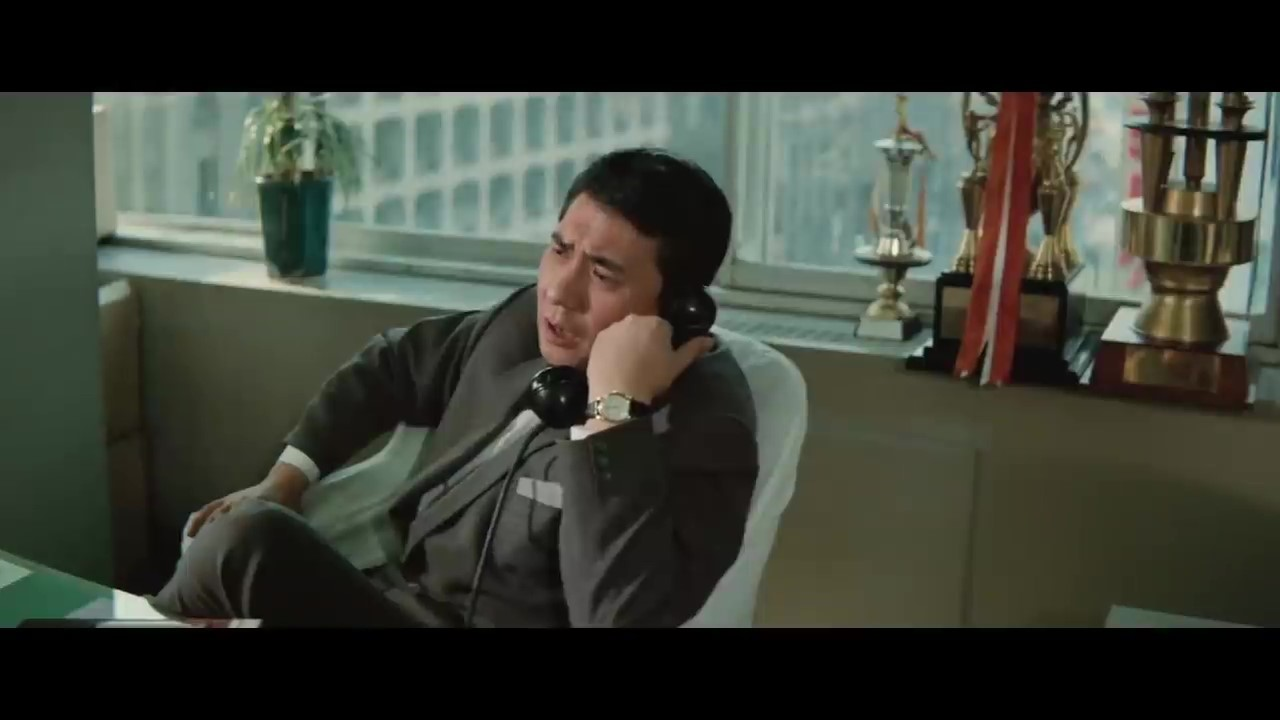
渡辺文雄／8月4日没

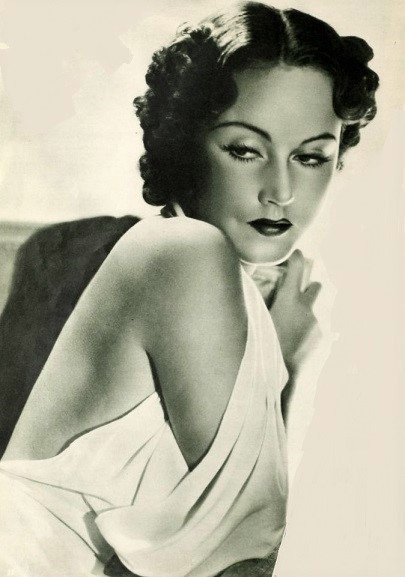
フェイ・レイ／8月8日没

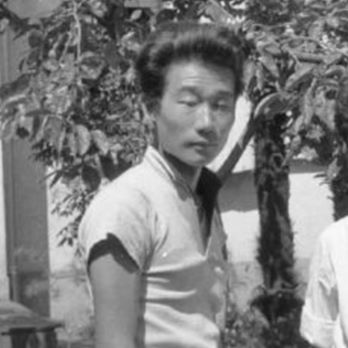
池野成／8月13日没

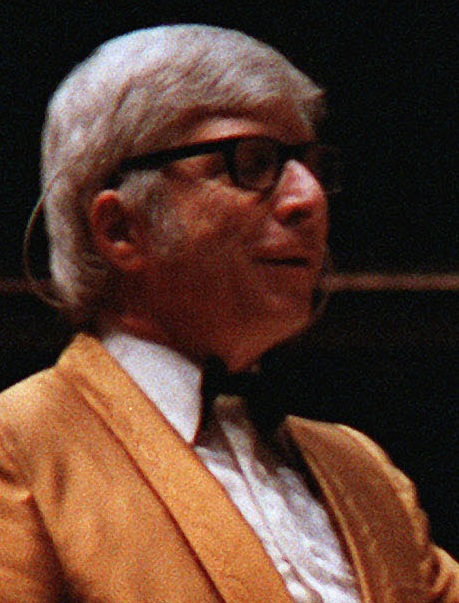
エルマー・バーンスタイン／8月18日没

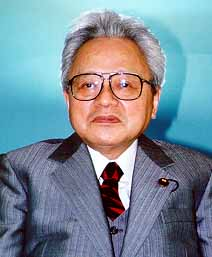
岡野裕／8月23日没

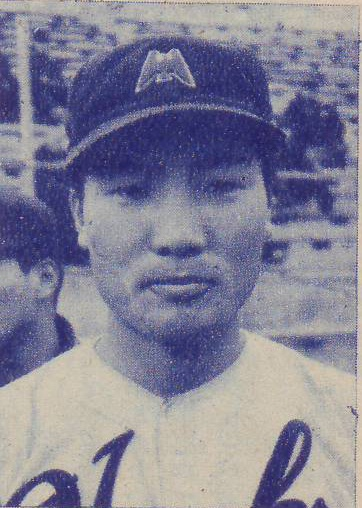
山本義司／8月24日没

## （1日 - 15日）
- 8月1日 - 三上晃、日本相対磁波研究所所長（* 1921年）
- 8月3日 - 杉山義法、脚本家（* 1932年）
- 8月4日 - 渡辺文雄、俳優（* 1929年）
- 8月5日 - 四代目市川猿十郎、歌舞伎俳優（* 1955年）
- 8月6日 - ジョゼフ＝マリー・ロ・デュカ、著述家（* 1910年）
- 8月7日 - 柴田吉太郎、映画監督（* 1922年）
- 8月8日 - フェイ・レイ、女優（* 1907年）
- 8月9日 - デイヴィッド・ラクシン、作曲家（* 1912年）
- 8月10日 - 林健太郎、歴史学者・元東京大学総長（* 1913年）
- 8月13日 - 池野成、作曲家（* 1931年）
- 8月13日 - 河出英治、前内閣府事務次官（* 1945年）

## （16日 - 31日）
- 8月17日 - 徳永善也、元チェッカーズドラマー（* 1964年）
- 8月18日 - エルマー・バーンスタイン、作曲家（* 1922年）
- 8月19日 - ハリー・タイトル、映画プロデューサー（* 1909年）
- 8月22日 - ダニエル・ペトリ、映画監督（* 1920年）
- 8月22日 - 江角英明、俳優、声優（* 1935年）
- 8月23日 - 岡野裕、政治家、第63代労働大臣（* 1927年）
- 8月23日 - 沢藤礼次郎、政治家（* 1928年）
- 8月23日 - 山本迪夫、映画監督（* 1933年）
- 8月24日 - 山本義司、元プロ野球選手（* 1934年）
- 8月25日 - 磯崎洋三、元TBS代表取締役社長（* 1933年）
- 8月26日 - ローラ・ブラニガン、歌手・作曲家・女優（* 1952年）
- 8月28日 - 新宮正春、作家（* 1935年）
- 8月29日 - 種村季弘、独文学者・評論家（* 1933年）
- 8月31日 - ジョー・バリー、アメリカ合衆国のスワンプ・ポップ歌手（* 1939年）